# Oleksandr Golovash
Oleksandr Golovash (Sumy, 21 de septiembre de 1991) es un ciclista ucraniano.

## Palmarés
2014
- 1 etapa del Tour de Szeklerland

2015
- Minsk Cup
- 1 etapa del Tour de Szeklerland

2016
- 1 etapa del Tour del Lago Taihu

2017
- 1 etapa de la Tropicale Amissa Bongo[1]

2018
- 1 etapa del Tour de la Wilaya de Orán
- 3.º en el Campeonato de Ucrania Contrarreloj

2019
- 1 etapa del Tour de Malopolska
- 3.º en el Campeonato de Ucrania Contrarreloj

2020
- 2.º en el Campeonato de Ucrania Contrarreloj
- 3.º en el Campeonato de Ucrania en Ruta

2021
- 2.º en el Campeonato de Ucrania Contrarreloj